# Союз исламских судов

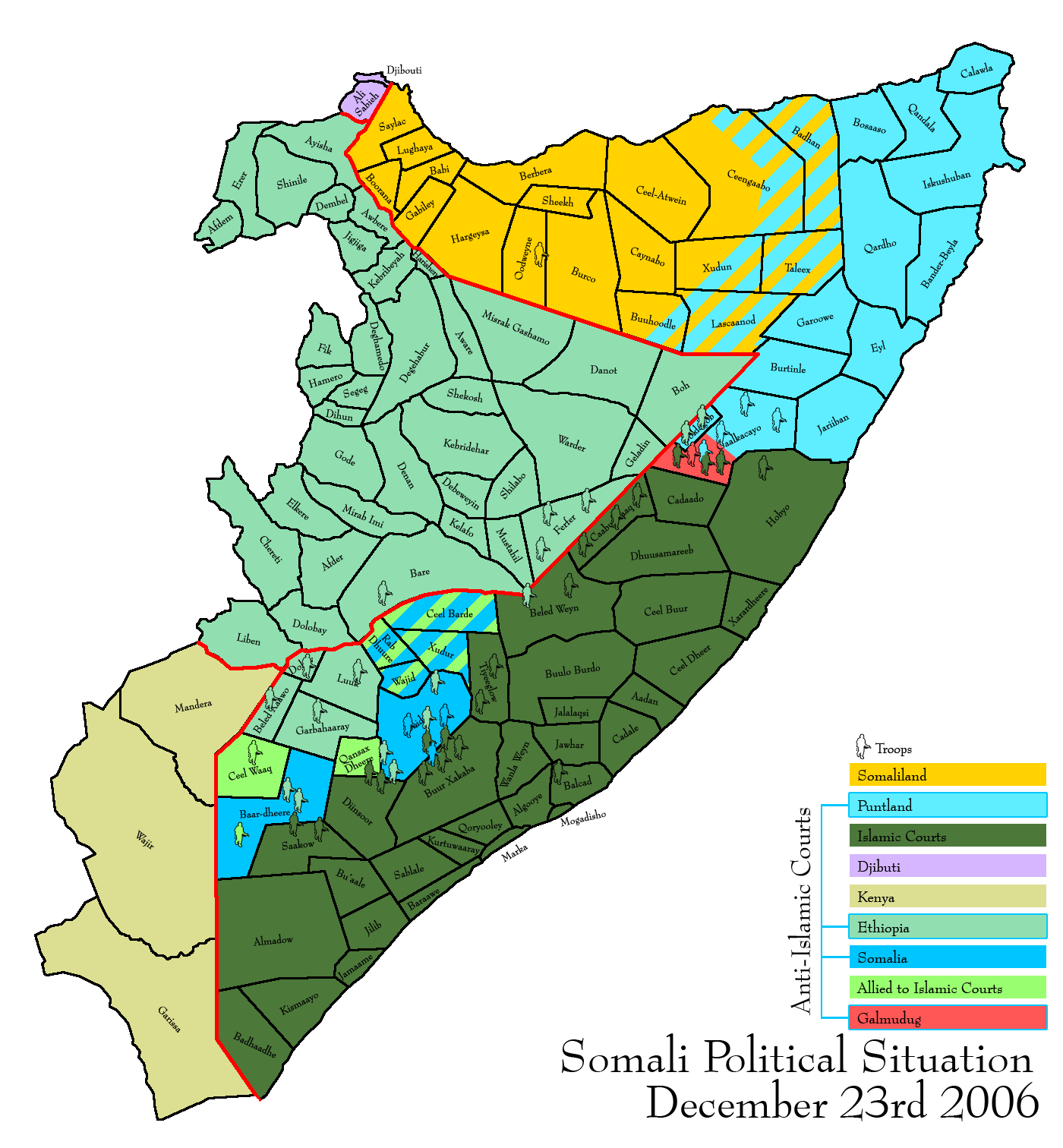
Политическая карта Сомали на 23 декабря 2006: тёмно-зелёным обозначена территория Союза исламских судов во время максимальной экспансии.

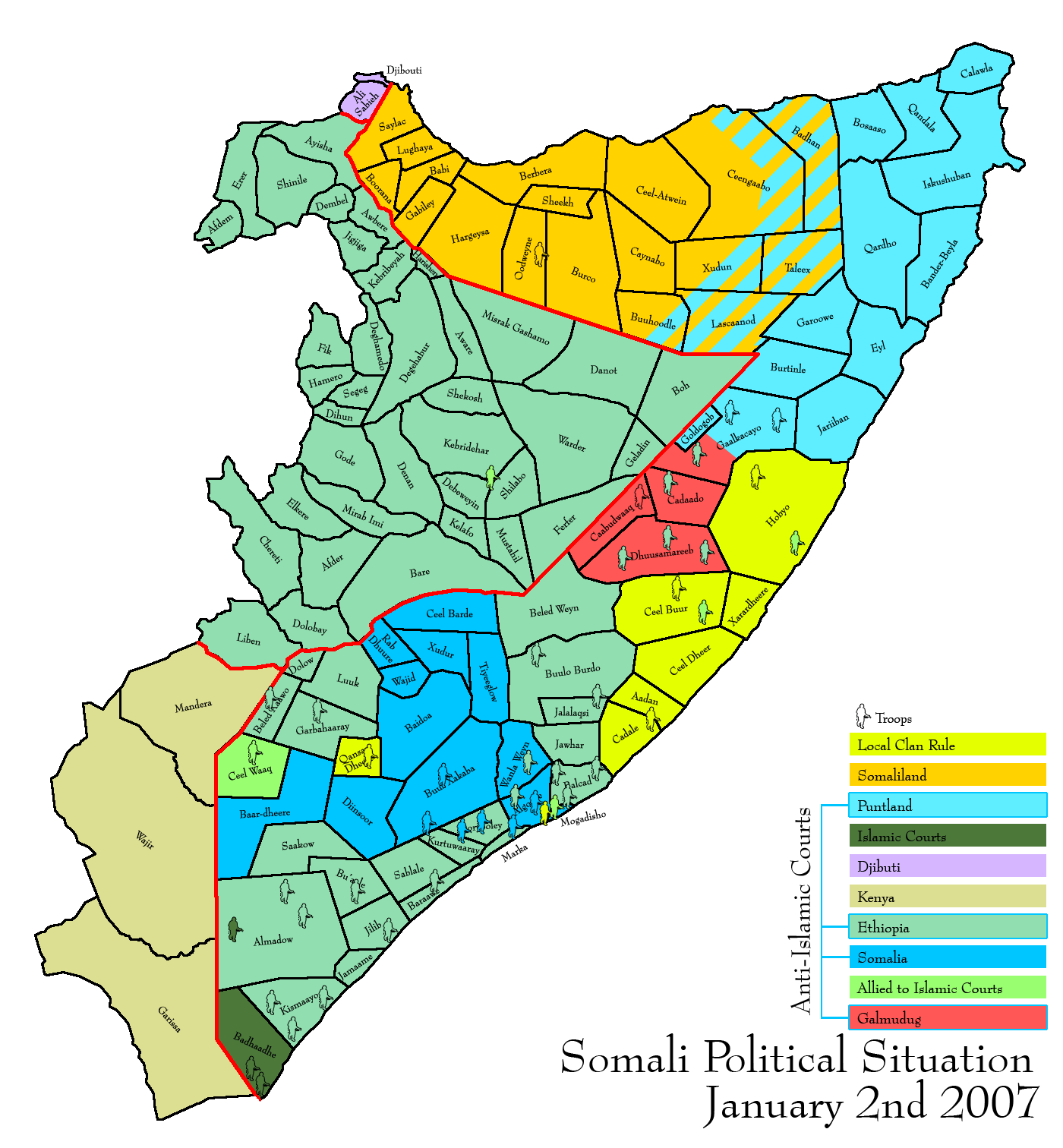
Политическая карта Сомали на 2 января 2007: тёмно-зелёным обозначена территория Союза исламских судов — маленький район на юге страны.

Союз исламских судов (сомал. Midowga Maxkamadaha Islaamiga, араб. اتحاد المحاكم الإسلامية‎) — мусульманское повстанческое движение в Сомали. Формальным лидером группировки долгое время был бывший школьный учитель географии Шариф Ахмед, президент Сомали с 2009 по 2012 год. Появились суды в середине 1990-х годов на базе клана Хавийи (Hawiye), первый был создан в 1993 году в столичном районе Медина. По некоторым данным, первый исламский суд организовал бывший сомалийский военный шейх Хасан Дахир Авейс.
Появившись как зонтичная структура стихийно возникавших на местах судов, применявших законы шариата, Союз быстро стал крупной боевой силой. На пике своего могущества он состоял из 11 автономных судов, которые завоевали симпатии мирного населения борьбой с бесчинствами, разбоями, аморальностью и наркоторговлей, для чего применялись драконовские меры. Впервые заявил о себе как о влиятельной военно-политической силе в 1999 году, захватив столичный рынок и стратегическую дорогу к столице. Союз исламских судов является редким случаев возникновения повстанческого движения из судебной системы и формирования повстанческих отрядов вокруг судебных учреждений.
В 2006 году в результате конфликтов с полевыми командирами, контролировавшими столицу страны Могадишо, и объединёнными в Альянс полевых командиров, Союз исламских судов поставил город целиком под свой контроль и с 5 июня по 28 декабря 2006 года контролировал его, чего до того не удавалось ни одной группировке с конца 80-х годов. Далее Суды распространили своё влияние на север и на юг от города и в рамках зоны своей экспансии полностью пресекли практику пиратских набегов на следующие мимо берегов Сомали суда, действуя при этом чрезвычайно жестокими методами.
В декабре 2006 года движение, вступившее в конфликт с Переходным федеральным правительством Сомали, было разгромлено поддержавшей последнее эфиопской армией, однако основная масса боевиков перешла на подпольное положение.
Главным преемником СИС стал Аль Шабаб, который в какое-то время контролировал значительную часть южного и центрального Сомали, то есть почти всю территорию, контролировавшуюся СИС.
В начале 2009 года Шариф Ахмед, как представитель умеренного течения в составе Судов, был избран президентом Сомали, что несколько снизило накал борьбы.

## Реформы
- Приход к власти в Могадишо Союза исламских судов сделал город на некоторое время безопасным местом. Но жителям было запрещено играть в футбол и смотреть футбольные матчи в общественных местах, в мечетях били за опоздание на молитву, патрули Союза исламских судов на улицах проверяли, нет ли у жителей на мобильном телефоне музыки или фильмов, если же что-то в телефоне их не устраивало, то его разбивали и заставляли владельца глотать sim-карту. В автобусах молодых людей раздевали, чтобы проверить, обрезаны ли они. Если они не были обрезаны, то это делалось прямо на месте обычным кухонным ножом, причем за это взималось 3 доллара[4].
- Исламисты настаивали, чтобы на время молитв закрывались магазины, чайные и другие публичные заведения[5]. Также они ввели публичные наказания, в том числе битьё палками за серьёзные преступления, запрещали купание женщин на общественных пляжах Могадишо в соответствии с шариатом.
- Согласно Chatham House, «суды совершили немыслимое, объединив Могадишо впервые за 16 лет и восстановив мир и безопасность.[6]